# Bartolomé Ros
Bartolomé Ros (Cartagena 1906 - Madrid 1974) fue un fotógrafo español.

## Biografía
Nació en  el barrio de Los Dolores (Cartagena) en el seno de una familia humilde. Con diez años comenzó a trabajar como contable. Llegó a la ciudad de Ceuta en 1918 donde adquirió los primeros conocimientos de la técnica fotográfica y comenzó a ejercer la fotografía a la edad de quince años. Su trabajo estuvo centrado en Ceuta y la zona norte de Marruecos y sus fotos fueron publicadas en las revistas y periódicos más importantes de la época como ABC, Informaciones, Blanco y Negro, Mundo Gráfico, La Unión Ilustrada. Publicaba instantáneas que recogían el día a día del protectorado español en Marruecos en la década de los veinte. 
Plasmó la crónica de la vida civil y militar de Eustace y el norte de África durante los años que corrieron de 1918 a 1931. De esos años son las fotografías que publicó en «África. revista de Tropas Coloniales» entre 1926 y 1930. Dirigida entonces por Francisco Franco y Gonzalo Queipo de Llano, en esta publicación propagandística de la llamada «Acción de España en Marruecos» rara vez aparecían referencias al conflicto armado. Por ello, la luz y los encuadres de Ros muestran autoridades, desfiles, maniobras, formaciones, imágenes de ciudades, de nuevas instalaciones militares o de paisajes, de gentes... Una de sus instantáneas más famosas es la que retrataba abrazados a los Generales Franco y Millán Astray durante la entrega del mando de la Legión en 1926.
Fue también fotógrafo colaborador de la National Geographic Society de Washington (EE. UU.).
Antes de cumplir la mayoría de edad, entabló relaciones comerciales con la firma alemana AGFA, desarrollando desde entonces una actividad comercial que le ha sobrevivido. En las ciudades marroquíes donde se estableció, su nombre comercial fue «Casa Ros».
En 1963, tras una dilatada experiencia profesional en Ceuta, Marruecos y Canarias, funda Ros Fotocolor en Madrid. 
Desde 1999, el Premio Bartolomé Ros, se otorga en memoria del fotógrafo y en el marco de PHotoEspaña, a personalidades españolas en reconocimiento a sus aportaciones al desarrollo de la fotografía.
Las fotos de Bartolomé Ros han sido exhibidas desde 1993 en Ceuta, Madrid y Barcelona. Después de recorrer las ciudades marroquíes de Tetuán, Tánger, Rabat, Fez y Casablanca, se expusieron en Madrid  y posteriormente en el Reino Unido de Gran Bretaña (1997). En 2009 se exponen en el Museo de Arte Contemporáneo de Madrid.